# Малая Пайпудына
Малая Пайпудына (устар. Малая Пай-Пудына) — река в Приуральском районе Ямало-Ненецкого АО.

## Происхождение названия
Гидроним «Малая Пайпудына» двуязычный, состоящий из русского слова «Малая» и ненецкого слова «Пайпудына». «Пэ» — камень (Урал), «пудась» — быть последним, конечным, замыкающим. «Пайпудына» — река с конца большого камня, с конечной, последней горы Урала.

## Описание

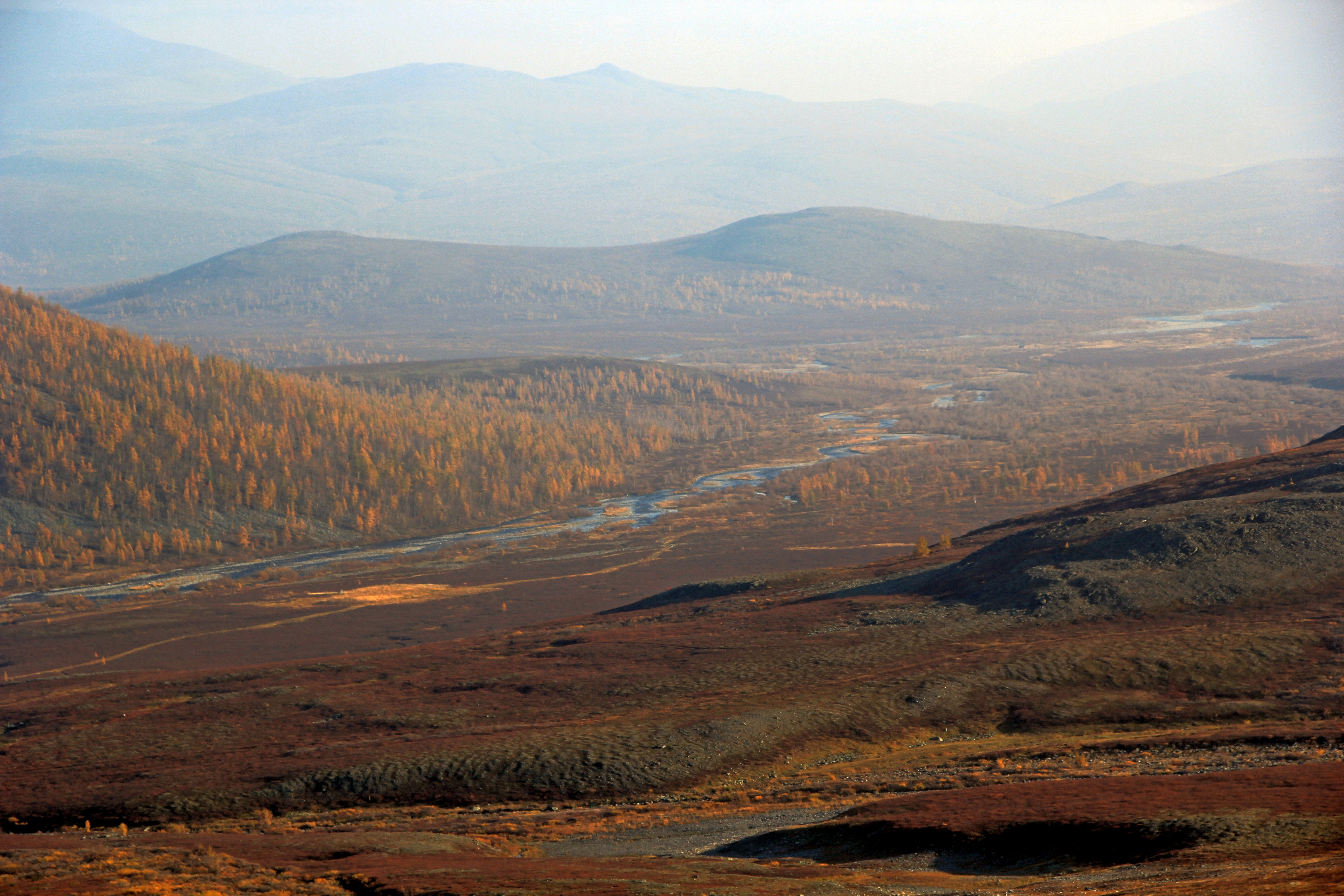
Малая Пайпудына

Исток реки находится в озере Скалистое на высоте 584 м над уровнем моря, течёт на юго-запад по долине между хребтами Малый Пайпудынский и Большой Пайпудынский, перед устьем огибая южную оконечность Большого Пайпудынского хребта меняет направление на южное. Устье на 4 км по правому берегу реки Большая Пайпудына. Длина реки 15 км.

Малая Пайпудына расположена в живописном месте. Вдоль реки идёт вездеходная дорога со времён, когда посёлок Полярный был действующим. В долине реки часто стоят чумы ненцев. 

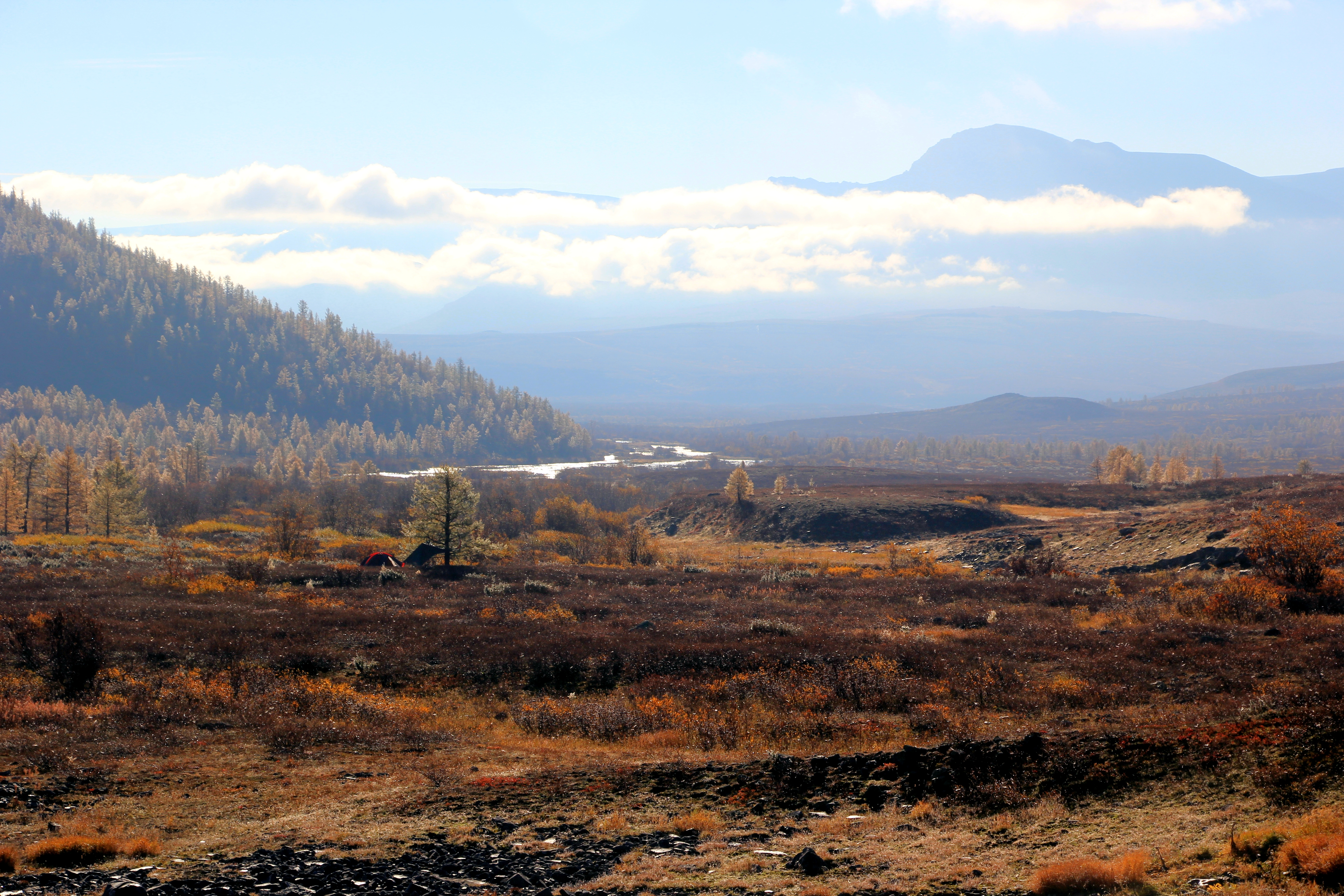
Долина Малой Пайпудыны
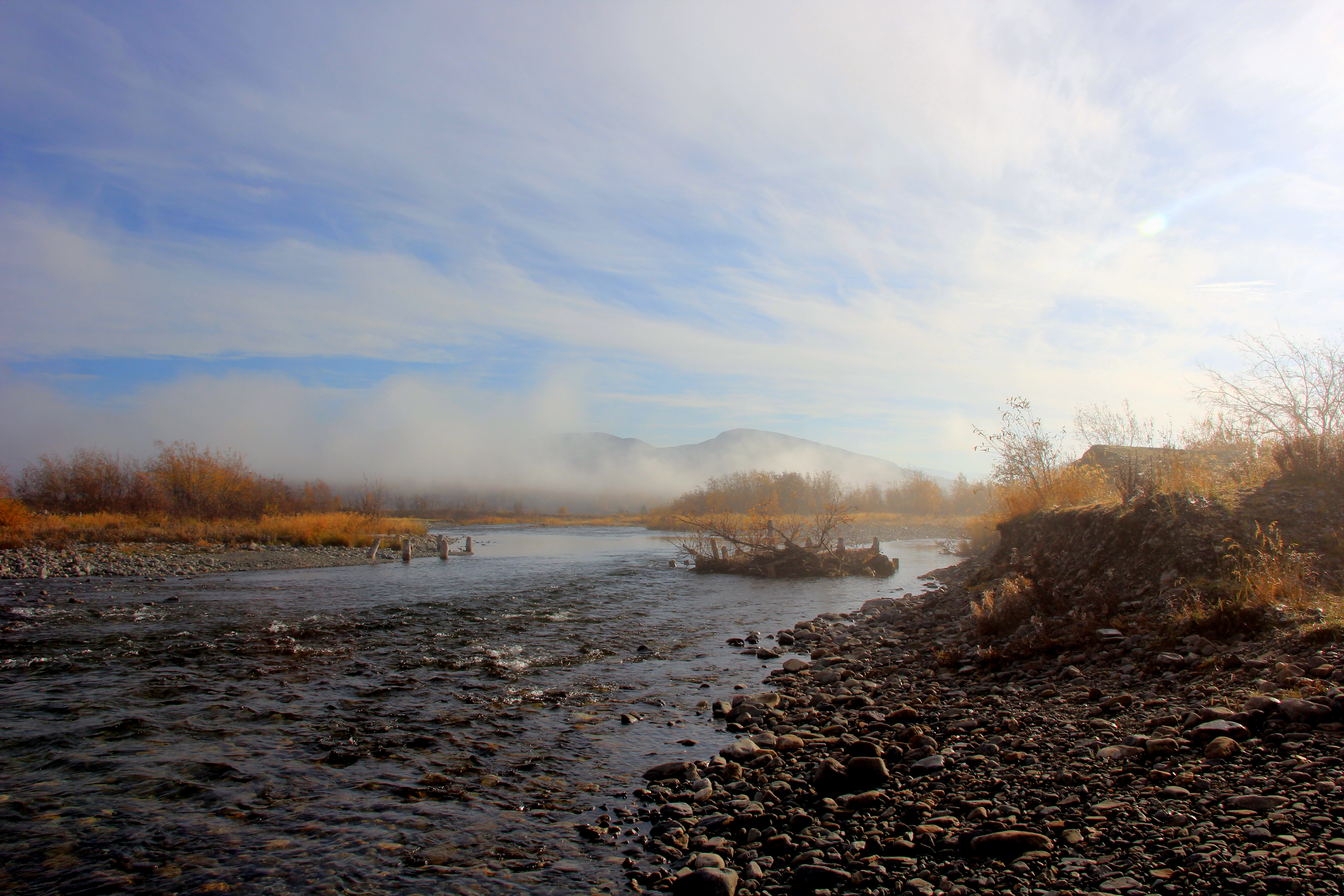
Остатки опор моста на р. Малая Пайпудына возле заброшенного посёлка Полярный
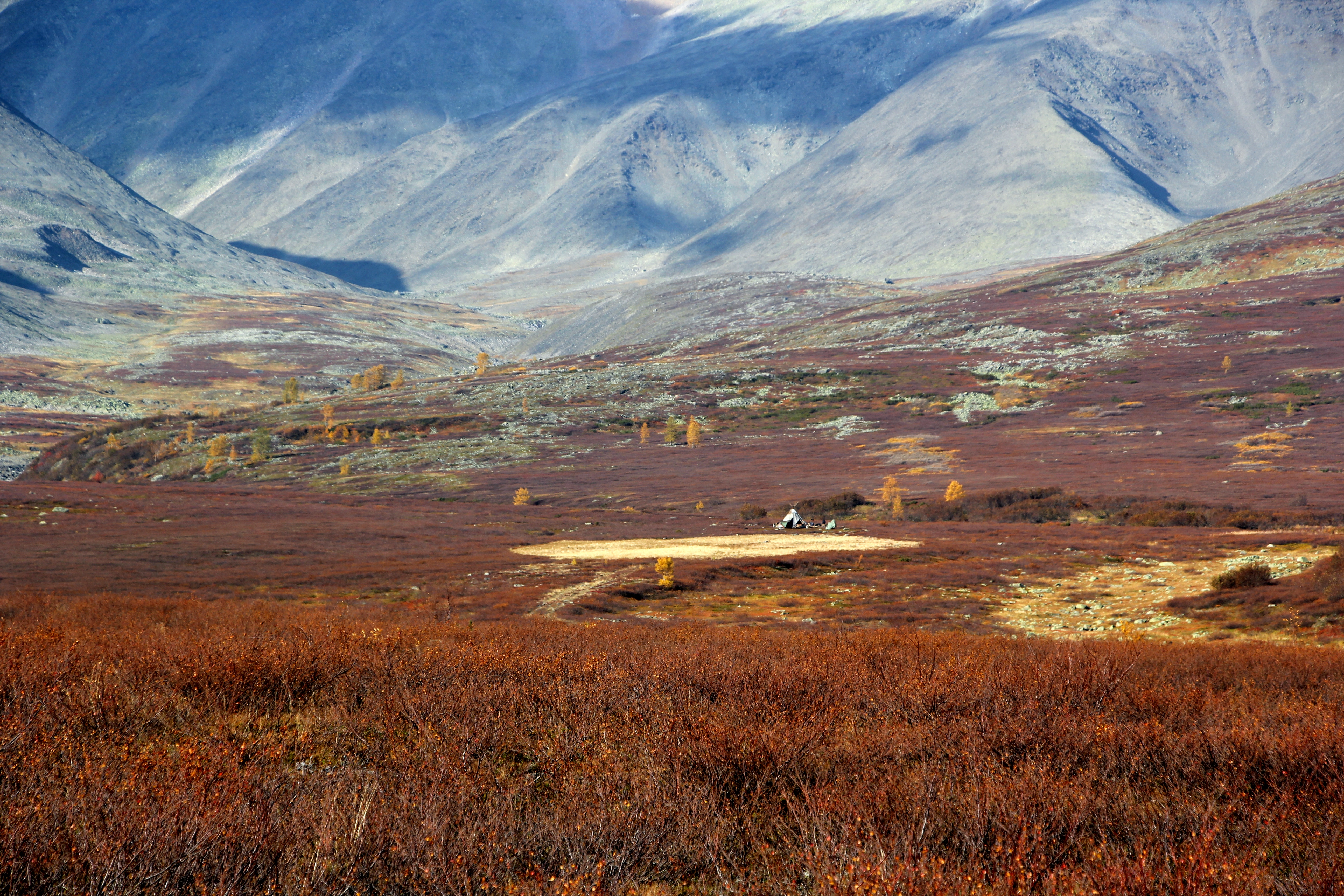
Ненецкий чум в долине реки Малая Пайпудына

## Данные водного реестра
По данным государственного водного реестра России относится к Нижнеобскому бассейновому округу, водохозяйственный участок реки — Обь от впадения реки Северная Сосьва до города Салехард, речной подбассейн реки — бассейны притоков Оби ниже впадения Северной Сосьвы. Речной бассейн реки — (Нижняя) Обь от впадения Иртыша.